# 第三次埃納河戰役
第三次埃納河戰役是德軍在第一次世界大戰發起春天攻勢的期間所發生的一場戰役，目的是為了在美國遠征軍完全抵達法國前攻占貴婦小徑嶺。這場戰役是德軍在1918年春夏之際所發動的攻勢之一，又名「皇帝會戰」。

## 背景
德軍這次大規模攻勢（又名「布呂歇爾-尤克（Blücher-Yorck）」，取自拿破崙戰爭時期的兩個將軍名）從1918年5月27日持續至6月4日，也是自4月在法蘭德斯的利斯河攻勢以來，德軍第一次的全面進攻。
德軍在1914年9月的第一次埃納河戰役後，就一直控制著貴婦小徑嶺，直到1917年尼維爾攻勢期間的第二次埃納河戰役中，才被芒然將軍奪回。
布呂歇爾-尤克行動最初是由德國陸軍第一任陸軍總監埃里希·魯登道夫將軍所制定，他確信在埃納河取得成功將讓德軍推進到能攻擊巴黎的範圍內。魯登道夫將英國遠征軍視為主要威脅，他認為這次進攻會讓協約國從法蘭德斯撤軍以協助保衛法國首都，使德軍能夠繼續對法蘭德斯發起進攻（Hagen），並獲得極大的壓力緩解。因此埃納河的攻勢本質上一場轉移注意力的大型攻勢。
協約國在埃納河地區的防務主要是由法國第六軍團指揮官德尼·奧古斯特·迪謝納將軍負責。此外，由亞歷山大·漢密爾頓·戈登少將指揮的四個師（來自英國第四兵團）則駐防在貴婦小徑嶺，他們在「米夏耶爾」作戰中倖存下來後，被派往該處休息並進行整補。

## 戰役過程

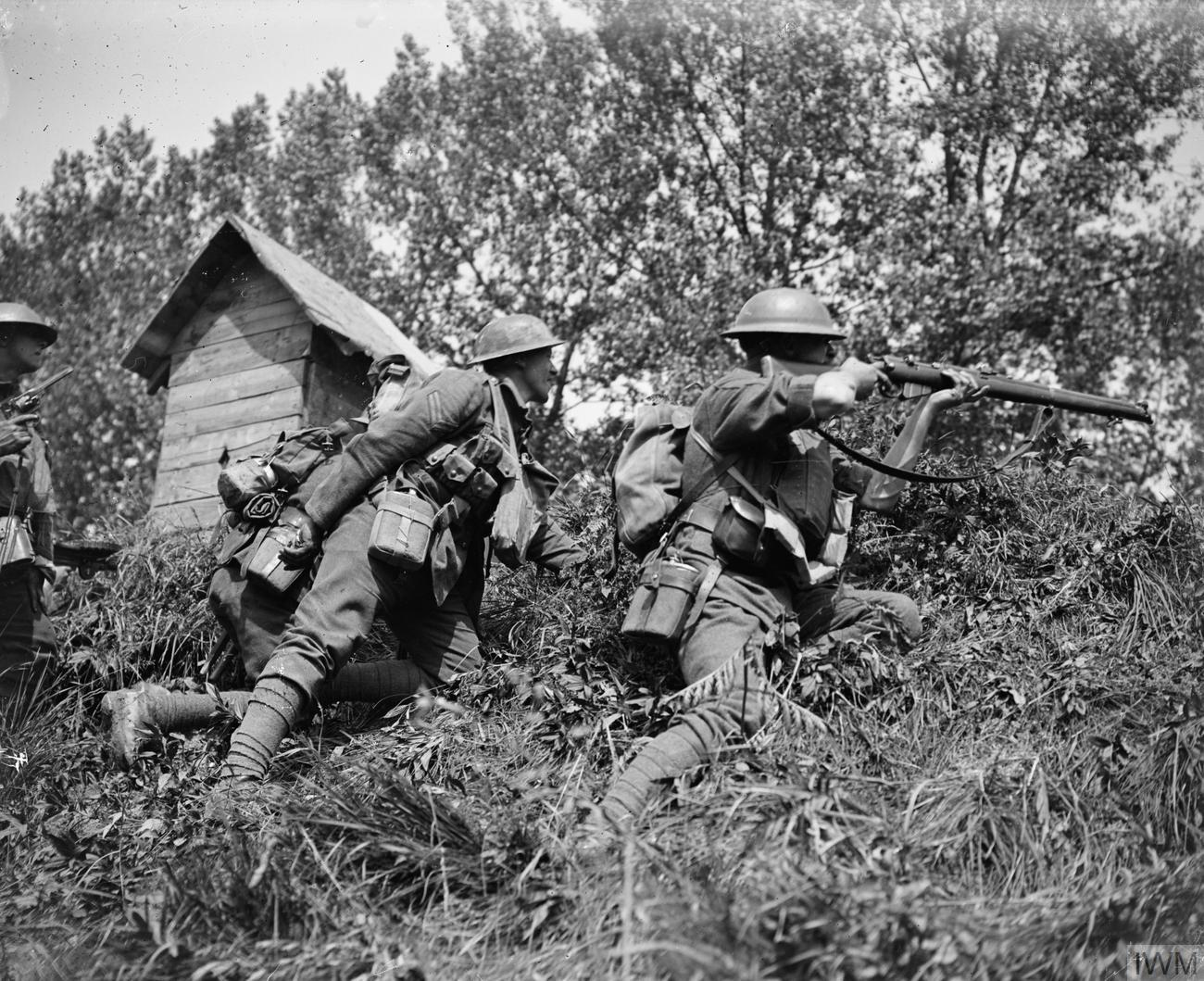
1918年5月27日，伍斯特郡團的士兵在埃納河南岸的邁濟防守。

1918年5月27日早晨，德軍以超過4,000門火砲開始砲轟（Feuerwalze）協約國防線。杜琴不願放棄貴婦小徑嶺，因為前一年協約國才剛以慘痛代價攻佔之，加上他還不顧法軍總指揮菲利普·貝當的指示，下令要英軍聚集在前線壕溝中，從而讓他們蒙受慘重損失。也正因為英軍都擠在一起，他們成了砲兵的最佳目標。
砲轟之後是毒氣釋放，一旦毒氣釋放後，德軍17個风暴突击营師（為威廉二世長子威廉皇儲名義上指揮之軍團的一部）便發起主要的步兵進攻。威廉二世皇帝還前來視察戰役進展，並訪問了被俘的休伯特·里斯（Hubert Rees）英軍准將（第50師第150旅）。皇帝在得知他是威爾士人之後被逗樂了，這表示他與勞合·喬治是同一民族。
協約國防線薄弱完全措手不及，無力阻止德軍進攻，讓後者撕開其防線並推進了40（25英里）遠。德軍在不到六個小時內就抵達埃納河，並攻破了八個協約國師駐防在蘭斯和蘇瓦松之間的防線，將協約國部隊打回韋勒河，並在夜幕降臨時攻取額外15公里的領土。
到了1918年5月30日，德軍迅速的進展已讓他們俘獲五萬多名協約國士兵及800門火砲，促使魯登道夫更改其行動目標，從僅僅將敵軍從德軍右翼逐出，變為第七軍團主動發起進攻，但這從來都不是行動目的。到了6月3日，德軍距離巴黎已僅僅56（35英里）遠了，可是德軍也飽受多個問題困擾，其中包括大量人員傷亡、預備隊不足、疲勞以及補給短缺等。
最終在協約國多次反擊後，德軍的推進於三天後被阻止。

## 後續發展
儘管攻破了協約國防線達34英里（55）深，來到比1914年以來更靠近巴黎的位置，德軍還是在1918年6月6日於馬恩河被協約國所阻。戰役結束後，德軍承受了130,000人的傷亡，而協約國則是共127,000人傷亡。
杜琴戰後因指揮英法兩軍不力，被法軍總指揮菲利普·貝當解職，並由第六軍團指揮官讓·德古特接任。這場戰役也是大部美軍參戰的最早例子之一，同時他們也在戰場上證明了自己。
魯登道夫在受到「布呂歇爾-尤克（Blücher-Yorck）」行動所得鼓舞後，發動進一步攻勢，最終第二次馬恩河會戰爆發。

### 註腳
1. ↑  . Imperial War Museum.   [22 March 2015]. （原始内容存档于2015-04-02）.
2. ↑  Hart 2008, pp 266–8
3. ↑  Hart 2008, pp 283
4. ↑  David Zabecki in The German 1918 Offensives: A Case Study in The Operational Level of War, p.286
5. ↑   Marix Evans, p.105

### 傳記
- Evans, M. M. (2004). Battles of World War I. Select Editions. ISBN 1-84193-226-4.
- Hart, Peter (2008). 1918: A Very British Victory, Phoenix Books, London. ISBN 978-0-7538-2689-8
- Marix Evans, Martin (2002) 1918: The Year of Victories, Arcturus Military History Series, London: Arcturus, ISBN 0-572-02838-5
- Ward, Alec (2008). A Young Man's War, Medlar Press. ISBN 978-1-899600-84-7